# Felsprojekt Jura

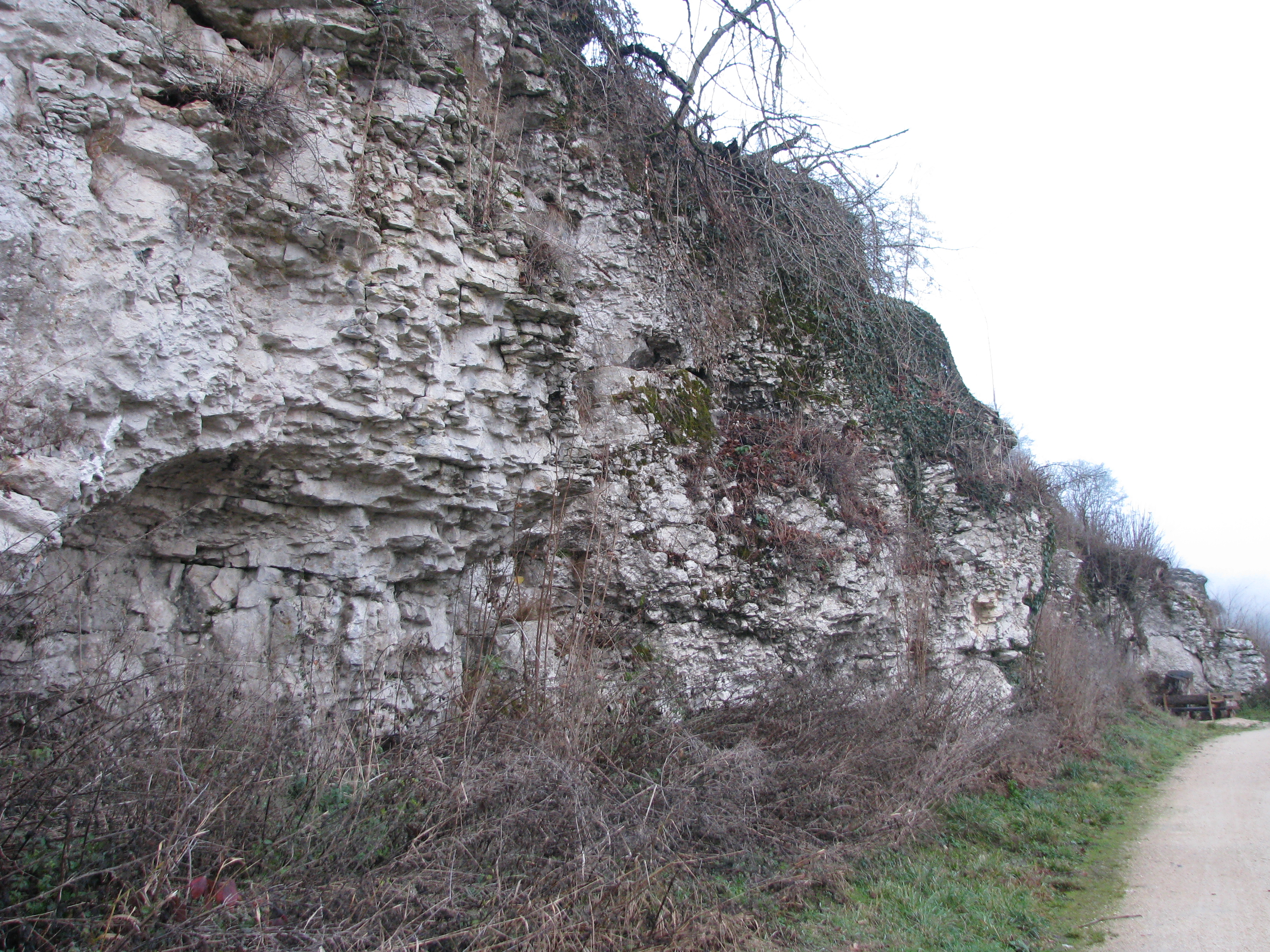
Felsprojekt Jura bei der Attenbrunner Mühle

Das Felsprojekt Jura ist ein Projekt im Bereich des Altmühltals mit Nebentälern in der Südlichen Frankenalb in Bayern zur Freilegung zugewachsener Felsgruppen, um wertvolle Biotope zu erhalten.
Im Bereich des Waldes des Fränkischen Jura der Bayerischen Staatsforsten werden im Altmühltal und in Nebentälern der Altmühl im Rahmen des seit 2006 laufenden Projektes die warmen und trockenen Jura-Felspartien, die immer mehr zuwachsen und dadurch untereinander ihre Vernetzung verlieren, durch gezielte Abholzungsmaßnahmen von Bäumen und Sträuchern wieder freigelegt. Den auf diese Standorte spezialisierten und zum Teil hochgradig gefährdeten, auf der Roten Liste Bayern erfassten Pflanzen- und Tierarten wird dadurch ihr Lebensraum erhalten bzw. wieder erweitert. Beispiele dafür sind der Wanderfalke, der Apollofalter, das Immergrüne Felsenblümchen und die Küchenschelle. Allerdings werden bestimmte Felspartien auch im gegenwärtigen Zustand belassen, um denjenigen Arten ihren Lebensraum zu sichern, die sich speziell angepasst haben und die durch Freistellungsmaßnahmen ihrerseits gefährdet werden könnten.
Bei diesem Projekt zum Natur- und Artenschutz arbeiten die Bayerischen Staatsforsten, der Forstbetrieb Kipfenberg, der Bund Naturschutz in Bayern und der Landesbund für Vogelschutz in Bayern, Ortsgruppe Eichstätt, zusammen.